# Tamashii Nations
Tamashi Nations es una "marca sombrilla" que aglutina a las mejores marcas japonesas de figuras coleccionables relacionadas con franquicias de Manga y Anime. Las figuras mercadeadas bajo esta marca van desde franquicias como Mazinger y Mobile Suit Gundam hasta Saint Seiya y One Piece, e incluso abarcan franquicias de género acción real como Kamen Rider. En japonés, La palabra Tamashii (魂) significa "alma" o "espíritu". La filosofía de la marca se basa en el empeño que tienen todas estas compañías en impregnarle todo su corazón y espíritu a todas las cosas que crean y hacen.
La marca Tamashii Nations acostumbra a celebrar convenciones/exposiciones anuales para dar a conocer a sus consumidores los nuevos productos que habrán de introducirse en el mercado. La primera de estas exposiciones fue celebrada de forma muy sencilla en 2007. Debido al éxito que supuso este primer evento, a partir del 2008 las convenciones fueron realizadas con una mayor inversión, teniendo como actividades aparte de la exposición, conferencias sobre las nuevas figuras de la mano de sus creadores, talleres de Dioramas, concursos de fotografía y demás, haciendo de estas convenciones uno de los eventos anuales más populares de Japón dentro del marco de ese mercado.
Algunas figuras solo pueden adquirirse de forma exclusiva en estas convenciones.

## Marcas Comprendidas
| - S.H. Figuarts/Figuarts ZERO - S.H. Monsterarts - Robot Tamashii: The Robot Spirits - CHOGOKIN/CHOGOKIN DX - Super Robot CHOGOKIN - Chogokin Tamashii - DX Soul of Chogokin - METAL BUILD - 大人の超合金 - S.I.C. - S.I.C. 極魂 - ULTRA-ACT - Saint Cloth Myth - Saint Cloth Myth EX - Saint Cloth Crown - 聖闘士聖衣伝説 - Armor Girls Project - G.F.F.シリーズ - GUNDAM FIX FIGURATION METAL COMPOSITE - SDX - 魂SPEC - 超造形魂 - 魂STAGE - Tamashii Effect - 魔戒可動 - 衝撃可動 - 12”PM - アーマープラス - アーマープラスSG - PROPLICA | - chibi-arts - デフォルマイスタープチ - デマプチラバーコレクション - Half Age Characters - C-style - VF HI-METAL - ネクスエッジスタイル - 魂バディーズ／TAMASHII BUDDIES |

### Marca
- Tamashii.jp - Página oficial de la Marca Tamashi Nations en Japonés/Inglés
- Lista de marcas comprendidas bajo la etiqueta Tamashii Nations
- Tamashii Nations Oficial - Información para el consumidor sobre la marca y su distribución[
- Tienda en Línea de Bandai/Tamashii Nations

### Información adicional
- Cuenta Oficial de Tamashii Nations en Twiter
- Cuenta Oficial de Tamashii Nations en Facebook
- Mechanical Japan- Tamashii Eventos